# Cryphaea xylina
Cryphaea xylina là một loài bướm đêm trong họ Geometridae.